# Oleg Atkov
Oleg Iourievitch Atkov (en russe : Олег Юрьевич Атьков) est un cosmonaute soviétique, né le 9 mai 1949.

## Biographie
Né à Khvorostianka, dans l'oblast de Samara, Atkov est scolarisé à l'école no 20 de Kherson, puis étudie à l'école de médecine, tout en travaillant comme préparateur au cabinet médical de l'usine de textile de Kherson. En 1967, il entame les études à l'Académie de médecine de Simferopol, puis pour cause de son déménagement sur Moscou, fait le transfert de dossier universitaire vers la Première Université de médecine Ivan Setchenov de Moscou dont il sera diplômé en 1973. En 1978, à la fin de son internat qui s'effectue à l'Institut de recherche en cardiologie de l'Académie russe des sciences médicales, il travaille à l'Institut de cardiologie clinique Aleksandr Miasnikov. Il obtient le grade de docteur ès sciences en 1982. Parallèlement, depuis 1975, il fait partie de l'équipe médicale du Centre d'entraînement des cosmonautes Youri-Gagarine. En 1985, il est nommé docteur honoris causa de l'Université Humboldt de Berlin. Depuis 1991, il est professeur et directeur du département de la sémiologie médicale à l'Université de Médecine Nikolaï Pirogov (ru).

## Vols réalisés
Le 8 février 1984, il réalise une unique mission à bord de Saliout 7, en tant que membre de l'expédition Saliout 7 – EO-3, qu'il rejoint par le vol Soyouz T-10, au cours de laquelle il bat le record du plus long vol spatial de l'époque, avec plus de 236 jours passés en orbite. Il revient sur Terre avec Soyouz T-11 le 2 octobre 1984.